# 임항
임항(任沆, ? ~ 1191년 11월)은 고려의 문신이다. 본관은 정안(定安)이다. 문하시중 임원후(任元厚)의 다섯째 아들이며, 누나는 인종의 비 공예태후(恭睿太后)이다.

## 생애
어려서부터 문장에 능하였고, 용모가 밝고 빼어나 사람들의 사랑을 받았다. 왕의 외척으로서 부귀하였지만 교만하지 않았다.
과거에 급제하여 벼슬이 예부시랑(禮部侍郞)에 이르렀다. 금나라에 사신으로 갔을 때 주객시랑(主客侍郞) 이양(李陽)이 임항의 풍모를 좋아하여 환대(歡待)를 받았다.